# クローン選択説
クローン選択説（-せんたくせつ、英:clonal selection theory）とは、1957年にBurnetが提唱した抗体の産生機構についての説。鋳型説に変わって登場した。
感染の事前に、あらゆる抗原に対して特異的に反応する抗体を産生するB細胞クローンが獲得的に存在し、抗原が体内に侵入すると特異的に反応するB細胞は急激に増殖し、抗体を産生する形質細胞へ成熟する、という考え方。
現在、この考えは基本的に正しいと考えられている。